# ジャン・エシュノーズ
ジャン・エシュノーズ（Jean Echenoz、1947年12月26日 ‐ ）は、フランス出身の小説家。

## 略歴
南仏ヴォクリューズ県オランジュ生まれ。父は精神科医。ソルボンヌ大学臨床心理学第三過程修了。社会学を学んだ後、共産党系の『リュマニテ』紙に短期間携わる。今日までに深夜叢書（ミニュイ社）から十数本の小説を発行している。
1979年、デビュー作『グリニッジ子午線』を刊行し、フェネオン賞を受賞。
1983年に『チェロキー』でメディシス賞、1999年に『ぼくは行くよ』でゴンクール賞を受賞した。
2002年と2007年に来日。2007年には学習院大学、早稲田大学、東京大学、大阪大学、京都大学で講演会が行われた。

## 作風
エシュノーズの作風は、一方では“ロマン・ノワール（暗黒小説）”をはじめとしたミステリーやハードボイルド、冒険小説やハリウッド映画といった文学以外のジャンルから強く影響を受けつつ、他方でヌーヴォー・ロマンの切り開いた小説の新たな展開を受け継ぎ、通例の物語にありがちな心理描写やクライマックスを排除しているところに特徴がある。複数の場所で複数の人物がそれぞれに振舞うことによっていくつもの物語の筋が同時進行するなかで、しばしばストーリーが中断されて対象に視点が据えられ、その特徴が過剰なまでに饒舌に描写される。その作風から、また文学以外のジャンルへの関心から「ポストモダン」的と評されることも多い。

## 邦訳作品
- 『われら三人』青木真紀子訳、集英社、1994年10月
- 『チェロキー』谷昌親訳、白水社、1994年11月
- 『マレーシアの冒険』青木真紀子訳、集英社、1996年7月
- 『ぼくは行くよ』青木真紀子訳、集英社、2002年3月
- 『ピアノ・ソロ』谷昌親訳、集英社、2006年10月
- 『ラヴェル』関口涼子訳、みすず書房、2007年10月
- 『稲妻』内藤伸夫訳、近代文藝社、2013年9月
- 『1914』内藤伸夫訳、水声社〈叢書フィクションの楽しみ〉、2015年10月

## 著書
すべて深夜叢書から刊行。初版のみ示す。
- Le Méridien de Greenwich, Minuit, 1979
- Cherokee, Minuit, 1983
  - 『チェロキー』谷昌親訳、白水社、1994年
- L'Équipée malaise, Minuit, 1986
  - 『マレーシアの冒険』青木真紀子訳、集英社、1996年
- L'Occupation des sols, Minuit, 1988
- Lac, Minuit, 1989
- Nous trois, Minuit, 1992
  - 『われら三人』青木真紀子訳、集英社、1994
- Les Grandes Blondes, Minuit, 1995
- Un an, Minuit, 1997
- Je m'en vais, Minuit, 1999
  - 『ぼくは行くよ』青木真紀子訳、集英社、2002年
- Jérôme Lindon, Minuit, 2001
- Au piano, Minuit, 2002
  - 『ピアノ・ソロ』谷昌親訳、集英社、2006年
- Ravel, Minuit, 2006
  - 『ラヴェル』関口涼子訳、みすず書房、2007年
- Courir, Minuit, 2008
- Des éclairs, Minuit, 2010
  - 『稲妻』内藤伸夫訳、近代文藝社、2013年
- 14, Minuit, 2012
  - 『1914』内藤伸夫訳、水声社〈叢書フィクションの楽しみ〉、2015年
- Caprice de la reine, Minuit, 2014
- Envoyée spéciale, Minuit, 2016
- Vie de Gérard Fulmard, Minuit, 2020